# Uriangato
Uriangato är en stad i centrala Mexiko och är belägen i delstaten Guanajuato. Uriangato är administrativ huvudort i kommunen med samma namn.

## Stad och storstadsområde
Staden har 46 415 invånare (2007), med totalt 52 887 invånare (2007) i hela kommunen på en yta av 115 km².
Uriangato bildar tillsammans med grannstaden Moroleón ett storstadsområde, Zona Metropolitana de Moroleón-Uriangato. Området består av dessa två kommuner och har totalt 99 463 invånare (2007) på en yta av 273 km².